# Indigastrum guerranum
Indigastrum guerranum är en ärtväxtart som först beskrevs av Antonio Rocha da Torre, och fick sitt nu gällande namn av Brian David Schrire. Indigastrum guerranum ingår i släktet Indigastrum och familjen ärtväxter. IUCN kategoriserar arten globalt som livskraftig. Inga underarter finns listade i Catalogue of Life.